# 육상자위대의 해체된 부대 목록
다음은 육상자위대의 해체된 부대의 목록이다.

## 사단 ~ 단
- 제5사단; 2004년 3월 29일, 제5여단으로 축소.
- 제11사단; 2008년 3월 26일, 제11여단으로 축소.
- 제12사단; 2001년 3월 26일, 제12여단으로 축소.
- 제13사단; 1999년 3월 29일, 제13여단으로 축소.
- 제1혼성단; 2010년 3월 25일, 제15여단으로 축소.
- 제2혼성단; 2006년 3월 27일, 제14여단으로 축소.
- 제1전차단; 1981년 3월 25일, 제7사단의 기갑화사단 개편에 따라 해체. 예하 부대는 방면 직할로 재편, 7사단에 편입됨.
- 올림픽지원집단; 도쿄, 삿포로 올림픽 임시 지원 부대.
- 중앙즉응집단; 2007년 3월 28일 ~ 2018년 3월 26일, 육상총대 편성에 따라 폐지.
- 제1혼성군; 2010년 3월 25일, 제14여단으로 재편성됨.

## 보통과
- 제9보통과연대; 제2전차연대의 편성에 따라 인원확보 및 사단 개편(4개 보통과연대를 보유하는 甲에서 3개 보통과연대를 보유하는 乙)에 따라 1995년 3월 폐지. 1개 중대 정도의 인원을 제26보통과연대 제4중대 편성에 넣음.
- 제10보통과연대; 2019년 3월 26일, 즉응기동연대로 개편.
- 제15보통과연대; 2018년 3월 27일, 즉응기동연대로 개편.
- 제22보통과연대; 2019년 3월 26일, 즉응기동연대로 개편.
- 제23보통과연대; 1981년 3월 25일 폐지. 11개 보통과연대의 제5, 6중대 사단 예하의 전차연대로 인사 이동.
- 제29보통과연대; 1996년 3월 폐지. 일부를 제28보통과연대 4중대로 개편.

2008년 3월 26일, 28보통과연대 4중대는 11대전차대와 함께 북부방면 대함정대전차대 및 예하 직속지원대로 개편.
- 제15보통과연대; 2018년 3월 27일, 즉응기동연대로 개편.
- 제45보통과연대; 1994년 3월 폐지.
- 서부방면보통과연대; 2018년 3월 26일에 연대 본부는 수륙기동단 본부로, 실행부대는 제1수륙기동연대로 재편.
- 공정보통과군; 2004년 3월 폐지. 3개 보통과대대로 개편.
- 대전차대; 2011년 3월, 7개 대전차중대 및 대가 폐지.

## 기갑과
- 제1전차단; 1981년 3월 25일, 폐지.
- 제1전차군; 2014년 3월 말, 폐지.
- 제2전차군; 예하 1개 중대를 정리축소하고, 제71전차연대 편성에 따라 처리하여 제72전차연대로 재편성됨.
- 제3전차군; 예하 1개 전차중대를 정리숙소하고, 제71전차연대 편성에 따라 처리하고 제73전차연대로 재편성됨.
- 제2전차대대; 1995년 3월 28일, 제2전차연대로 재편성됨.
- 제4전차대대; 2018년 3월 26일 폐지. 제1중대는 서부방면전차대, 제2중대는 수륙기동단 전투상륙대대로 전속.
- 제5전차대대; 2004년 3월 29일, 대급으로 축소됨.
- 제7전차대대; 제71전차연대로 개편.
- 제8전차대대; 2018년 3월 26일, 서부방면전차대로 개편.
- 제12전차대대; 2001년 3월 26일, 제12사단의 여단화에 따라 폐지.
- 제13전차대대; 1999년 3월 29일, 제13전차중대로 축소개편.
- 제14전차중대; 2018년 3월2일 폐지. 제15즉응기동연대 기동전투차대로 재편.

## 특과

### 야전특과
- 제1특과연대; 2002년 3월, 대급으로 축소.
- 제3특과연대; 2006년 3월 27일, 대급으로 축소.
- 제4특과연대; 2019년 3월 25일, 폐지.
- 제5특과연대; 2004년 3월29일, 대급으로 축소.
- 제11특과연대; 2008년 3월 26일, 대급으로 축소.
- 제12특과연대; 2001년 3월 26일, 대급으로 축소.
- 제13특과연대; 1999년 3월 29일, 대급으로 축소.
- 제6지대함미사일연대; 2011년 4월 21일, 폐지.
- 제2특과군; 2010년 3월 26일, 동북방면특과대로 개편.
- 제3특과군; 2003년 3월 27일, 서부방면특과대로 개편.
같은 부대의 기본부대인 군 본부가 대 본부로 바뀌고, 예하 특과대대를 기본대대에 대전함미사일연대를 병합하여 대편성 (甲)이 되었다.
- 제2혼성단 특과대대; 2006년3 월27일, 제14특과대 및 제14고사특과중대로 분할재편.
- 제130특과대대; 2019년 3월 25일, 폐지.
- 제133특과대대; 2019년 3월 25일, 폐지.

### 고사특과
- 제5고사특과대대; 2004년 3월 29일, 중대급으로 축소.
- 제11고사특과대대; 2008년 3월 26일, 중대급으로 축소.
- 제12고사특과대대; 2001년 3월 26일, 중대급으로 축소.
- 제13고사특과대대; 1999년 3월 26일, 중대급으로 축소.
- 제5고사특과군; 2014년 3월 26일, 제101고사특과대로 축소.
- 제6고사특과군; 2014년 3월 26일, 제15고사특과연대로 확대.
- 제11고사특과중대; 2019년 3월 26일, 대급으로 축소.
- 제14고사특과중대; 2018년 3월 26일, 대급으로 축소.

## 정보과
- 중앙자료대; 2007년 3월, 중앙정보대 창설에 따라 지리정보대, 기조정보대로 분리됨.
- 중앙조사대; 2003년 3월 27일, 정보보전대로 통합됨.
- 방면조사대; 2003년 3월 27일, 정보보전대로 통합됨.
- 정보보전대; 2009년 8월 1일, 자위대 정보보전대로 통합됨.
- 북부방면정보처리대; 2010년 3월 26일, 북부방면정보대로 재편성됨.
- 중부방면정보처리대; 2010년 3월 26일, 중부방면정보대로 재편성됨.
- 서부방면정보처리대; 2010년 3월 26일, 서부방면정보대로 재편성됨.

## 시설과
- 북부방면시설대; 2008년 3월 26일 ~ 2017년 3월, 제3시설단로 되돌려짐.
- 제1시설군; 2004년 3월 29일 폐지.
- 제8시설군; 1999년 3월, 제304시설대, 제305시설대로 분할 개편. 예하 각 1개 중대를 2개로 분할, 시설대 예하 소대 규모로 예속 개편. 이로서 각 시설대는 축소되었으나, 군과 같은 기능을 가진 시설대가 되었다.
- 제13시설군; 2008년 3월 26일, 제13시설대로 축소개편. 예하 항로중대 등을 방면시설 직속으로 재편하고, 서수 시설중대만 예속 개편.
- 제101건설대; 1966년 4월 1일 폐지.
- 제5시설대대; 2004년 3월 29일, 제5시설중대로 개편. 2010년 말, 여단개편에 따라 대편성에서 축소된 제5전차대대에서 시설소대를 받아 증강하여 제5시설대(대장: 2좌)로 개편.
- 제11시설대대; 2008년 3월 26일, 제11시설중대로 개편.
- 제12시설대대; 2001년 3월 26일, 제12시설중대로 개편.
- 제13시설대대; 1999년 3월 29일, 제13시설중대로 개편.
- 제101측량대대; 중앙지리대로 재편성됨.
- 제2혼성단 시설대;
2006년 3월 27일, 제14시설중대로 축소됨
2011년 말에 도쿠시마 주둔지로 이동 및 제14시설대로 개편.
- 제301시설중대; 제15시설중대로 개명됨.
- 제301시설소대; 2017년 3월 27일, 폐지
- 제302시설소대; 2017년 3월 27일, 폐지

## 통신과
- 중앙기지통신대; 2004년 3월, 중앙기지시스템통신대로 재편성됨.
- 동부방면통신대; 2020년 3월 26일, 서부방면시스템통신군으로 재편성됨.
- 서부방면통신대; 2019년 3월 26일, 서부방면시스템통신군으로 재편성됨.
- 제5통신대대; 2004년 3월29일, 중대로 축소됨.
- 제11통신대대; 2008년 3월 26일, 중대로 축소됨.
- 제12통신대대; 2001년 3월 26일, 중대로 축소됨.
- 제13통신대대; 1999년 3월 29일, 중대로 축소됨.
- 제5통신중대; 2010년 말, 대급으로 축소됨.
- 제416기지통신대; 2010년 3월 26일, 제322기지통신중대로 확대됨.
- 제1혼성단 본부중대 통신소대; 2010년 3월 26일, 제15통신대로 재편성됨.
- 제2혼성단 본부중대 통신소대; 2006년 3월 27일, 제14통신중대로 재편성됨.

## 시스템관리대
- 중앙시스템관리대; 2008년 3월 26일 폐지. 시스템개발대로서 통신단 예하에서 연구본부 예하로 편성 변경.
- 제101시스템관리대; 2004년 3월, 제301기지시스템통신중대로 재편.
- 제102시스템관리대; 2007년 3월, 제305기지시스템통신중대로 재편.
- 제103시스템관리대; 2004년 3월, 제302기지시스템통신중대로 재편.
- 제104시스템관리대; 2005년 3월, 제303기지시스템통신중대로 재편.
- 제105시스템관리대; 2006년 3월, 제304기지시스템통신중대로 재편.

## 후방지원
- 방면총감 직속 부대인 무기대와 수송대, 방면직속대의 정비요원을 집결하여 방면후방지원대로 신편.
  - 북부방면무기대; 2000년 3월 28일, 북부방면후방대를 편성.
  - 동북방면무기대; 2006년 3월 27일, 동북방면후방지원대를 편성.
  - 동부방면무기대; 2002년 3월 27일, 동부방면후방지원대를 편성.
  - 중부방면무기대; 2004년 3월 27일, 중부방면후방지원대를 편성.
  - 서부방면무기대; 2003년 3월 27일, 서부방면후방지원대를 편성.

- 소속 사단의 여단화에 따라, 연대편제에서 대편제로 축소개편. 인원을 유지한채 부대규모만 축소.
  - 제5후방지원연대; 2004년 3월 29일, 제5후방지원대으로 개편.
  - 제11후방지원연대; 2008년 3월 26일, 제11후방지원대으로 개편.
  - 제12후방지원연대; 2001년 3월 26일, 제12후방지원대으로 개편.
  - 제13후방지원연대; 1999년 3월 29일, 제13후방지원대으로 개편.

- 소속 혼성단의 여단화에 따라, 중대 편제에서 대 편제로 개편.
  - 제2혼성단 후방지원중대; 2006년 3월 27일, 제14후방지원대으로 개편.
  - 제101후방지원대; 2010년 3월 25일, 제1혼성단으로의 개편에 따라 제15후방지원대와 나하 주둔지 업무대로 분할.

## 교육훈련부대
- 제1교육단; 2011년 4월 22일, 동부방면혼성단으로 개편.
- 제2교육단; 2008년 3월 26일, 중부방면혼성단으로 개편.
- 제3교육단; 2013년 3월 26일, 서부방면혼성단으로 개편.
- 제1교육연대; 2006년 3월 28일, 제119교육대대로 재편성 및 동북방면혼성단으로 전속.
- 제2교육연대; 1961년 3월, 제118교육대대로 재편성 및 제4육조교육대를 전속받아 제2교육단으로 재편성됨.
- 제3교육연대; 2004년 3월 29일 북부방면교육연대 예하 제2공통교육중대로 축소됨.
- 북부방면교육연대; 2011년 4월 21일, 북부방면혼성단으로 개편.
- 제1기갑교도대; 2019년 3월 25일, 후지교도단에 병합됨.
- 제101교육대대; 1969년 8월 1일, 제3교육연대로 개편.
- 제104교육대대; 2002년 3월 27일 폐지
- 제105교육대대; 2002년 3월 27일, 폐지
- 제106교육대대; 1964년 8월 1일, 폐지.
- 제107교육대대; 1962년 8월 15일, 폐지.
- 제108교육대대; 1969년 8월 1일, 폐지.
- 제111교육대대; 1999년 3월 29일, 폐지.
- 제112교육대대; 1997년 3월 29일, 폐지.
- 제116교육대대; 2004년 3월 28일, 폐지.
- 제118교육대대; 2007년 3월, 폐지.
- 제1신병교육대; 1959년 8월 13일, 제101교육대대로 확대됨.
- 제2신병교육대; 1959년 8월 13일, 폐지.
- 제8신병교육대; 1959년 8월 13일, 제2교육연대로 확대됨.
- 제101고사교육대; 1974년 10월 1일, 폐지.
- 제101무기기술교육대; 1975년 8월 1일, 폐지.
- 제101통신기술교육대; 1974년 8월 1일, 폐지.
- 제101회계교육대; 1975년 3월 26일, 폐지.
- 제2공통교육중대; 2011년 3월, 편제에 따라 제120교육대대로 확대됨.
- 제303공통교육중대; 2000년 3월 28일, 폐지.
- 제304공통교육중대; 2006년 3월 26일, 제119교육대대로 확대됨.
- 제305공통교육중대; 2006년 3월 26일, 폐지.
- 제306공통교육중대; 2006년 3월 26일, 폐지.
- 제325공통교육중대; 2007년, 폐지.
- 제336공통교육중대; 1999년 3월 29일, 폐지.
- 육상자위대 업무학교; 2001년 3년 26일, 육상자위대 고헤이학교에 통합.
- 육상자위대 조사학교; 2001년 3년 26일, 육상자위대 고헤이학교에 통합.
- 육상자위대 소년공과학교; 2010년 3월 26일, 육상자위대 고등공과학교로 개편.

## 그 외
- 고헤이 주둔지 업무대; 2001년 3월, 고헤이학교 총무부.
- 경무대 본부; 2011년 4월 22일, 중앙경무대로 개편.
- 이치가야 주둔지 업무대; 2000년 3월, 중앙업무지원대로 통합됨.
- 인쇄보급대; 2000년 3월, 중앙업무지원대 인쇄보급부.
- 인사총계대; 2000년 3월, 중앙업무지원대 인사총계부.
- 자재통제대; 1998년 3월 폐지. 보급통제본부의 장비계획부.
- 중앙보급처; 1998년 3월 25일 폐지. 예하 부대 및 부처 등은 보급통제본부와 간토보급처로 개편.
- 히노키정 경비대; 2000년 5월, 이치가야 지구로 옮겨감에 따라 폐지.
- 히노키정 주둔지 업무대; 2000년 3월 폐지.

## 같이 보기
- 육상자위대의 활동 중인 부대 목록
- 육상자위대의 여단 목록
- 육상자위대의 연대 목록